# Владимирово (Крым)
Влади́мирово (до 1948 года Нейгофнунгста́ль; укр. Володимирове, крымскотат. Neygofnungstal, Нейгофнунгсталь) — село в Красногвардейском районе Республики Крым, входит в состав Восходненского сельского поселения (согласно административно-территориальному делению Украины — Восходненского сельского совета Автономной Республики Крым).

## Население
| 2001 | 2014 |
| ---- | ---- |
| 104  | ↘75  |

Всеукраинская перепись 2001 года показала следующее распределение по носителям языка
| Язык       | Процент |
| ---------- | ------- |
| русский    | 92,31   |
| украинский | 7,69    |

### Динамика численности
| - 1926 год — 116 чел. - 1939 год — 244 чел. - 1989 год — 989 чел. | - 2001 год — 104 чел. - 2009 год — 92 чел. - 2014 год — 75 чел. |

## Современное состояние
На 2017 год во Владимирово числится 1 улица — Довженко; на 2009 год, по данным сельсовета, село занимало площадь 31,6 гектара на которой, в 30 дворах, проживало 92 человека. В селе, имеется Дом культуры, Владимирово связано автобусным сообщением с райцентром и соседними населёнными пунктами.

## География
Владимирово — село в центре района, в степном Крыму, высота центра села над уровнем моря — 36 м. Соседние сёла: Невское в 4 км на восток по шоссе и Новосельцы в 1,3 км на север. Село лежит примерно в 13 километрах (по шоссе) от райцентра, там же ближайшая железнодорожная станция Урожайная. Транспортное сообщение осуществляется по региональной автодороге 35К-014 Красногвардейское — Нижнегорский (по украинской классификации — Т-0110).

## История
Впервые в доступных источниках село встречается в Списке населённых пунктов Крымской АССР по Всесоюзной переписи 17 декабря 1926 года, согласно которому Нейгофцунгсталь записано в составе Ново-Покровского сельсовета Джанкойского района (согласно энциклопедическому словарю «Немцы России» Нейгофцунгсталь (нем. Neuhoffnungstal, также Ней-Гофнунг нем. Neu-Hoffnung)) — с 9 дворами и населением 40 человек, из которых было 36 немцев, 3 русских, 1 украинец и 116 жителями в 1936 году. Постановлением Президиума КрымЦИКа «Об образовании новой административной территориальной сети Крымской АССР» от 26 января 1935 года был создан немецкий национальный (лишённый статуса национального постановлением Оргбюро ЦК КПСС от 20 февраля 1939 года) Тельманский район (с 14 декабря 1944 года — Красногвардейский) и село включили в его состав и село включили в его состав. По данным всесоюзная перепись населения 1939 года в селе проживало 244 человек. Вскоре после начала Великой Отечественной войны, 18 августа 1941 года крымские немцы были выселены, сначала в Ставропольский край, а затем в Сибирь и северный Казахстан.
После освобождения Крыма от фашистов в апреле, 12 августа 1944 года было принято постановление № ГОКО-6372с «О переселении колхозников в районы Крыма», по которому в район из областей Украины и России переселялись семьи колхозников, а в начале 1950-х годов последовала вторая волна переселенцев из различных областей Украины. С 25 июня 1946 года Нейгофнунгсталь в составе Крымской области РСФСР. Указом Президиума Верховного Совета РСФСР от 18 мая 1948 года, Нейгофнунгсталь переименовали во Владимирово. 26 апреля 1954 года Крымская область была передана из состава РСФСР в состав УССР. Время включения в Плодородненский сельсовет пока не установлено: на 15 июня 1960 года село уже числилось в его составе. В 1966 году создан Восходненский сельсовет, в который включили село. По данным переписи 1989 года в селе проживало 989 человек. С 12 февраля 1991 года село в восстановленной Крымской АССР, 26 февраля 1992 года переименованной в Автономную Республику Крым. С 21 марта 2014 года в составе Крыма аннексировано Россией.